# Wainwright, Alaska
Wainwright är en ort i North Slope Borough i delstaten Alaska, USA.
Orten har en flygplats, Wainwright Airport.